# 冯长命
冯长命（？—？），長樂郡信都縣（今河北省衡水市冀州區）人，唐朝官員，冯世基之子。

## 生平
冯长命历任尚书左丞、检校御史大夫、扬州长史、荆州刺史、岐州刺史，封安昌公。639年任少府监，扬州长史冯长命任御史大夫，非常骄傲，事多专决，汉阳郡公李瓌大怒杖责，唐太宗将李瓌免官。

## 子
- 冯义弘，名冯仁，官至膳部郎中，通事舍人，早卒
- 冯礼本，官至司农少卿，其子冯昭泰过继给冯义弘，冯昭泰袭封安昌公